# Rhodostrophia peripheres
Rhodostrophia peripheres är en fjärilsart som beskrevs av Louis Beethoven Prout 1938. Rhodostrophia peripheres ingår i släktet Rhodostrophia och familjen mätare. Inga underarter finns listade.